# Monika Martin (Autorin)

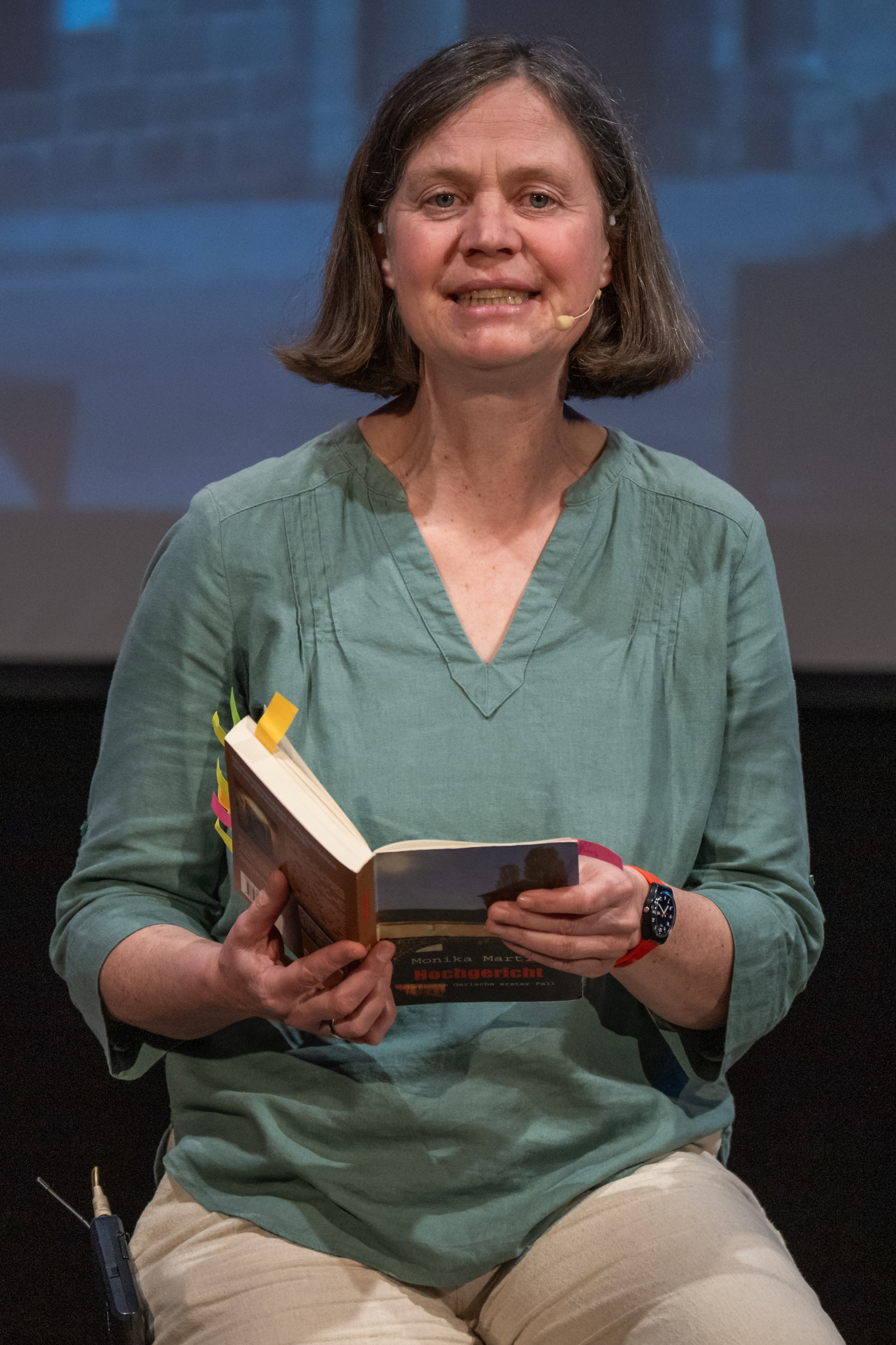
Monika Martin 2025 in Nürnberg

Monika Martin, bürgerlich Monika Endres, (* 1969 in Bad Neustadt an der Saale als Monika Martin) ist eine deutsche Autorin.

## Leben
Martin ist Tochter eines Grenzbeamten. Sie absolvierte eine Ausbildung zur Erzieherin. Nach drei Jahren im Kindergarten entschloss sie sich zu einem Studium der Sozialpädagogik in Nürnberg. Seit 1996 führt sie für das Institut für Regionalgeschichte, Geschichte für alle e.V. historische Stadtrundgänge in Nürnberg durch. Nach dem Studium arbeitete sie als Museumspädagogin beim Kinder- und Jugendmuseum Nürnberg.
Sie hat auch zwei Bücher (Diebesgut und Bilderrätsel) als Auftragsarbeiten für das Gartenhotel Moser in Montiggl/Eppan in Südtirol verfasst. Neben Autorenlesungen veranstaltet sie auch Lesungen mit Musik und Krimisparziergänge an den Schauplätzen der Bücher.
2018 erhielt sie den Elisabeth-Engelhardt-Literaturpreis des Landkreises Roth. Sie ist Mutter von drei Kindern und lebt in Leerstetten.

## Bücher (Auswahl)

### Ermitteln wo andere Urlaub machen
- 2008: Die Tote im See
- 2010: Hitzewelle
- 2012: Schattenschalg
- 2013: Apfelrausch
- 2018: Bilderrätsel
- 2022: Diebesgut

### Krimis mit Geschichte
- 2014: Hochgericht
- 2016: Rauschgoldengel
- 2018: Teichwächter
- 2019: Findelkind
- 2021: Kabine 28
- 2023: Schleuse 72